# レニエル・ピント
レニエル・エリヒオ・ピント・ガルシア（Renyel Eligio Pinto Garcia , 1982年7月8日 - ）は、ベネズエラ・ ミランダ州ペドログアル市出身のプロ野球選手（投手）。現在は、フリーエージェント（FA）。

## 経歴

### プロ入りとカブス傘下時代
1999年1月にアマチュア・フリーエージェントでシカゴ・カブスと契約。

### マーリンズ時代
2005年12月7日にフアン・ピエールとの1対3のトレードで、セルジオ・ミトレ、リッキー・ノラスコとともにフロリダ・マーリンズへ移籍。
2006年5月18日の対アトランタ・ブレーブス戦でメジャーデビューを果たした。
その後はマーリンズ左の中継ぎ陣の一角を担い、2007年は57試合、2008年は67試合、2009年は73試合に登板した。
2010年も20試合に登板して防御率2.70の成績を残していたが、6月17日にDFAとなり、23日にFAとなった。

### カージナルス傘下時代
2010年7月2日にセントルイス・カージナルスとマイナー契約を結んだ。AAA級メンフィス・レッドバーズで18試合に登板したが、メジャー昇格の機会はなく、8月21日にFAとなった。
2011年は所属球団は無かったが、個人トレーナーの指導で肉体改造し、コントロール重視の投球スタイルへと変更。オフに参加したベネズエラのウィンターリーグでは13試合の先発で6勝1敗、防御率2.55、WHIP1.12、与四球率3.71の成績を残した。

### ソフトバンク時代
2012年1月11日、福岡ソフトバンクホークスが獲得を表明した。先発6番手として4月5日の楽天戦に来日初先発し、5回110球4被安打5四死球と乱調だったものの2失点にまとめ、味方打線の援護とリリーフ陣の助けもあり、2009年のジャスティン・ジャマーノ以来となる来日初登板初先発初勝利を飾った。しかし4月11日に先発した日本ハム戦では2回1/3で5被安打3四球6失点で敗戦投手となり、翌12日に登録抹消された。その後は一軍登板はなく、シーズン終了後の10月25日に退団が発表され、11月1日付で自由契約となった。

### ソフトバンク退団後
2013年は所属球団が無かった。
2014年4月19日にメキシカンリーグのメキシコシティ・レッドデビルズと契約したが、3試合の登板に終わり、5月6日に自由契約となった。オフはベネズエラのウィンターリーグに参加した。
最後にプロリーグに所属した2014年から8年後の2022年に、メキシカンリーグのカンペチェ・パイレーツの春季キャンプに招待選手として参加。競争に勝ち残り、4月20日に正式契約を結んだ。開幕から5試合にリリーフ登板したが、防御率7.94に終わり、5月9日に自由契約となった。

## 選手としての特徴
平均球速90mph（約145km/h）、最速95mph（約153km/h）の速球とチェンジアップ、スライダーを投げ分ける。メジャー通算の与四球率5.92と荒れ球で暴投が多い。
マウンド度胸が良く、右打者の胸元を速球で攻めてチェンジアップで仕留めるスタイルと粘り強さを持味とする。一塁寄りに大きく踏み出すようにして投げるため速球やチェンジアップはシュートする軌道を描き、メジャー通算の対右被打率.205と左投手ながら右打者に強い。

## 詳細情報

### 年度別投手成績
| 年 度    | 球 団        | 登 板 | 先 発 | 完 投 | 完 封 | 無 四 球 | 勝 利 | 敗 戦 | セ 丨 ブ | ホ 丨 ル ド | 勝 率 | 打 者 | 投 球 回 | 被 安 打 | 被 本 塁 打 | 与 四 球 | 敬 遠 | 与 死 球 | 奪 三 振 | 暴 投 | ボ 丨 ク | 失 点 | 自 責 点 | 防 御 率 | W H I P |
| -------- | ------------ | ----- | ----- | ----- | ----- | -------- | ----- | ----- | -------- | ----------- | ----- | ----- | -------- | -------- | ----------- | -------- | ----- | -------- | -------- | ----- | -------- | ----- | -------- | -------- | ------- |
| 2006     | FLA          | 27    | 0     | 0     | 0     | 0        | 0     | 0     | 1        | 3           | ----  | 135   | 29.2     | 20       | 3           | 27       | 0     | 1        | 36       | 4     | 0        | 12    | 10       | 3.03     | 1.58    |
| 2007     | FLA          | 57    | 0     | 0     | 0     | 0        | 2     | 4     | 1        | 16          | .333  | 242   | 58.2     | 45       | 7           | 32       | 2     | 3        | 56       | 2     | 0        | 25    | 24       | 3.68     | 1.31    |
| 2008     | FLA          | 67    | 0     | 0     | 0     | 0        | 2     | 5     | 0        | 17          | .286  | 284   | 64.2     | 52       | 9           | 39       | 2     | 4        | 56       | 8     | 0        | 33    | 32       | 4.45     | 1.41    |
| 2009     | FLA          | 73    | 0     | 0     | 0     | 0        | 4     | 1     | 0        | 13          | .800  | 275   | 61.1     | 53       | 4           | 45       | 2     | 2        | 58       | 4     | 0        | 25    | 22       | 3.23     | 1.60    |
| 2010     | FLA          | 20    | 0     | 0     | 0     | 0        | 0     | 0     | 0        | 4           | ----  | 77    | 16.2     | 16       | 1           | 9        | 0     | 4        | 16       | 2     | 0        | 5     | 5        | 2.70     | 1.50    |
| 2012     | ソフトバンク | 2     | 2     | 0     | 0     | 0        | 1     | 1     | 0        | 0           | .500  | 39    | 7.1      | 9        | 1           | 7        | 0     | 1        | 6        | 1     | 1        | 8     | 6        | 7.36     | 2.25    |
| MLB：5年 | MLB：5年     | 244   | 0     | 0     | 0     | 0        | 8     | 10    | 2        | 53          | .444  | 1013  | 231.0    | 186      | 24          | 152      | 6     | 14       | 222      | 20    | 0        | 100   | 93       | 3.62     | 1.46    |
| NPB：1年 | NPB：1年     | 2     | 2     | 0     | 0     | 0        | 1     | 1     | 0        | 0           | .500  | 39    | 7.1      | 9        | 1           | 7        | 0     | 1        | 6        | 1     | 1        | 8     | 6        | 7.36     | 2.25    |

### 記録
NPB
- 初登板・初先発・初勝利：2012年4月5日、対東北楽天ゴールデンイーグルス3回戦（日本製紙クリネックススタジアム宮城）、5回2失点
- 初奪三振：同上、1回裏にルイス・テレーロから

### 背番号
- 37 （2006年 - 2010年）
- 63 （2012年）